# Верхньоідрісово
Верхньоідрі́сово (рос. Верхнеидрисово, башк. Үрге Иҙрис) — присілок у складі Баймацького району Башкортостану, Росія. Входить до складу Кульчуровської сільської ради.
Населення — 412 осіб (2010; 443 в 2002).
Національний склад:
- башкири — 100%